# イザベル・ジーンズ
イザベル・ジーンズ（Isabel Jeans、1891年9月16日 - 1985年9月4日）は、イギリスの女優。舞台や映画に出演している。アルフレッド・ヒッチコック監督の映画や、1958年のミュージカル映画「恋の手ほどき」での大叔母アリシアの役などで知られている。

## 幼少期と経歴
美術評論家の娘としてロンドンに生まれる。最初は歌手になることを考えていたのだが、1908年、15歳の時にロンドンで初舞台を踏む。これは、ハーバート・ビアボーム・トゥリーの招きによるものだった。ブロードウェイには、1915年1月に「愚かな妻と結婚した男」への出演で、そして1915年2月の「真夏の夜の夢」でのタイタニア役を務めることでデビューしている。1919年のロンドンでのミュージカル「キッシング・タイム」ではメルシア・メリヴェイル夫人役を務めている。1923年には、ロンドンのヒズ・マジェスティズ・シアターでのジェイムズ・エルロイ・フレッカー・プロダクションの作品「ハッサン」に出演している。たまたまこの作品の音楽を担当していたのがフレデリック・ディーリアスで、ミハイル・フォーキンが振り付けを担当した「House-of-the-Moving Walls」でも音楽を担当している。1924年にはロンドンのプリス・オヴ・ウェイルズ・シアターで上演されたアイヴァー・ノヴェロの作品「ネズミ」に出演している。翌1925年にはロンドンのリリック・シアターでリチャード・ブリンズリー・シェリダンの作品「恋がたき」で、クロード・レインズ、レインズの前妻マリー・ヘミングウェイ、レインズのその当時の妻ベアトリクス・トムソンらと共演している。

## 映画への出演、晩年
アルフレッド・ヒッチコック監督のサイレント映画、「ダウンヒル」（1927）と「ふしだらな女」（1928）への出演の他、イギリス映画に出演している。その後、1937年に始まるハリウッド映画に貴婦人役で出演、ヒッチコックの「断崖」（1941）の他、バナナ・リッジ（1942）、ギギ（1958）、ア・ブレス・オヴ・スキャンダル（1960）などに出演した。
その他、ロンドンで1936年に「幸福な偽善者」に出演している。また、ブロードウェイでは1930年の「The Man in Possession」でのクリスタル・ウェザビー役、1948年の「Make Way for Lucia」でのエメリン・ルーカス夫人役がある。イギリスの作品では、アントン・チェーホフの作品「かもめ」（1949年、ロンドンのリリック・シアター、またセント・ジェイムズ・シアター）、ジャン・アヌイの作品「アルデール」（1951年、ヴォードヴィル・シアター）、ノエル・コウォードの作品「ザ・ヴォルテクス」（1952年、リリック・シアター）、ウィリアム・コングリーヴ作「ザ・ダブル・ディーラー」（1959年、オールド・ヴィック・シアター、その他のこの劇場での作品にこの年一杯ジュディ・デンチと共に出演する）。ジーンズは、オスカー・ワイルドの作品のウエスト・エンドでの上演にも出演し、「ウィンダミア夫人の扇」（1945年、ヘイマーケット・シアター、ジョン・ギールグッド監督、1966年にはロンドンのフェニックス・シアターでも上演）、「つまらぬ女」（1953年、サヴォイ・シアター）、「真面目が肝腎」のブラックネル夫人（1968年、ヘイマーケット・シアター）などが挙げられる。

## 家族と私生活
ジーンの兄デズモンドは俳優でありボクサーでもあった。一方、妹のウルスラは性格女優として名を馳せ、俳優のロジャー・リヴジーと結婚している。
ジーンは2度結婚している。1度目は俳優クロード・レインズとで、1913年から1918年まで結婚していた。2度目の相手は弁護士で劇作家のギルバート・エドワード・ギリー・ウェイクフィールドで、1920年から彼が亡くなる1963年まで一緒だった。競馬とポーカーを好んだ。

## 参照
1. 1 2  Harrison, Paul. "Charming British Girl Arrives in Hollywood", The Sunday Spartanburg Herald-Journal (South Carolina), 29 August 1937, front page of Sec. 2
2. ↑  Isabel Jeans at the IBDB database
3. ↑  Findon, B.H., "Kissing Time", The Play Pictorial, May 1919, p. 82.
4. ↑  Drake, Fabia. Blind Fortune, ISBN 0-7183-0455-1 pp. 50-51
5. ↑  Skal, David J. and Jessica Rains. Claude Rains: An Actor's Voice, University Press of Kentucky (2009), p. 38, ISBN 081313885X, accessed 15 January 2013
6. ↑  The Happy Hypocrite on Official London Theatre Guide, accessed 19 September 2011
7. ↑  Classic Plays – 1950s, Rob Wilton Theatricalia, accessed 19 September 2011
8. ↑  Classic Plays – 1960s, Rob Wilton Theatricalia, accessed 19 September 2011